# Franz Haunsteiner
Franz Haunsteiner (24. ledna 1798 – 4. ledna 1861) byl rakouský politik německé národnosti z Dolních Rakous, během revolučního roku 1848 poslanec Říšského sněmu.

## Biografie
Během revolučního roku 1848 se zapojil do veřejného dění. V doplňovacích volbách byl zvolen na ústavodárný Říšský sněm, kam nastoupil v lednu 1849. Nahradil poslance Franze Redla, který rezignoval v prosinci 1848. Zastupoval volební obvod Zwettl. Tehdy se uváděl coby poštmistr.
Povoláním byl c. k. poštmistr. Po zavedení obecní samosprávy se stal prvním voleným starostou města Zwettl, starostoval v letech 1850–7. V roce 1857 založil místní spořitelnu, jíž se stal ředitelem.